# Пир Ахмет Караманид
Пир Ахмет (осман. پیر احمد‎, тур. Pir Ahmet; умер 1474/75) — правитель бейлика Караманидов (Караманогуллары) в Анатолии. К этому времении бейлик оставался единственным из Анатолийских турецких княжеств, сохранявшим автономию от Османов. Пир Ахмет боролся с Мехмедом II, отстаивая независимость, был союзником правителя Ак-коюнлу Узун-Хасана и сражался на его стороне в битве при Отлукбели.

## Биография
Пир Ахмет был сыном Ибрагима-бея и дочери Мехмеда I, тем самым он был кузеном Мехмеда II. Помимо Пир Ахмета у Ибрагима-бея было ещё пять сыновей от той же жены и ещё один, Исхак, от рабыни. Османские источники сообщали, что Ибрагим не любил своих сыновей, в жилах которых текла османская кровь, и планировал сделать наследником Исхака. Когда в 1463/64 году отец серьёзно заболел, Пир Ахмед осадил Ибрагима и Исхака в Конье. Ибрагим-бею с Исхаком пришлось бежать, а Пир Ахмет провозгласил себя правителем. Старый правитель умер по дороге в крепость Гевела, Пир Ахмет доставил его тело в Ларинду и похоронил возле его имарета.
После смерти Ибрагима-бея его сыновья, Исхак-бей и Пир Ахмет-бей, не смогли договориться, Исхак правил частью бейлика из Силифке, а под властью Пир Ахмета находилась большая часть со столицей в Конье. Вскоре Исхак с помощью Узун-Хасана, правителя Ак-Коюнлу, прогнал Пир Ахмета, и тот укрылся у Мехмеда II. В следующем 1465 году Пир Ахмет с подкреплениями, которые он получил от султана, в свою очередь прогнал Исхака, разбив его силы у Эрменека. Исхак укрылся у Узун-Хасана и вскоре (в 1465/66 году) умер. В обмен на военную помощь Пир Ахмед согласился на вассальную зависимость от Мехмеда. Остальные бейлики давно уже были захвачены османами, последний из них, Исфедиярогуллары, был присоединён к Османской империи в 1460 году. Пир Ахмет оказался неблагодарным вассалом. В 1467 году он отказался присоединиться к планируемой кампании против мамлюков, чем разгневал султана. Мехмед II перестроил планы и вместо мамлюков напал в 1468 году на Караман. Пир Ахмет сбежал к Узун-Хасану, османская армия захватила столицу Карамана — Конью, Махмуд-паша был отправлен преследовать Пир Ахмета, но тому удалось ускользнуть. Пир Ахмет укрылся в Ларинде и Нигде, где сражался по очереди с османами и своими братьями за власть. В 1470 году он заключил союз с братом Касымом, но Гедик Ахмед-паша выбил их из Ларинды. Затем братья потеряли Эрменек и неприступный замок Менен (тур. Mennan Kalesi ), в котором Пир Ахмет укрыл жену, детей и казну. С соседней горы Пир Ахмед видел, как его семья и сокровища попали в руки к османам. Есть сообщения, что Пир Ахмет, узнав об этом, пытался покончить с собой, бросившись со скалы.
Касым-бей, не смирившись с османской оккупацией бейлика, напал на Анкару. В ответ дважды, в 1471 и 1472 годах, Мехмед отправил в Караман две экспедиции, подчинив не только север страны, но и горные районы до побережья Средиземного моря. Во время второй из этих кампаний Узун-Хасан атаковал Караман, находившийся под управлением сына Мехмеда, шехзаде Мустафы, собираясь восстановить сначала Пир Ахмета на троне Карамана, а затем планирован напасть на Синоп и восстановить правление Кизил Ахмета Исфендияроглу. Во главе армии в 20 000 человек, помимо Юсуфчи Мирзы, племянника и военачальника Узуна-Хасана, стояли Пир Ахмет, Касым-бей и Кизил Ахмет. Главным событием кампании был захват и разорение Токата, через который шла торговля шёлком и который приносил немалый доход в казну султана. По сообщениям историков, при взятии Токата жестокость войск Узун-Гасана превосходила ужасы, пережитые Токатом при захвате Тамерланом. Город был сожжён, а жители убиты после пыток. Войска смогли захватить Кайсери, но, осадив Конью, Пир Ахмет и Юзуфча Мирза не добились успеха. Им стало известно, что османская армия идёт в их сторону, и они двинулись навстречу ей. В битве у Бейшехира шехзаде Мустафа разбил армию Ак-Коюнлу и взял в плен Юзуфчу Мирзу. Пир Ахмет опять смог сбежать и укрыться у Узун-Хасана.
Караманиды предоставили своё побережье для выгрузки оружия, которое венецианцы предоставили для помощи Узун-Хасану в войне с Мехмедом II, но османский флот сорвал выгрузку. В состоявшейся летом 1473 года битве при Отлукбели Пир Ахмет возглавлял правый фланг армии Узун-Хасана и сбежал с Узун-Хасаном после поражения. Затем Пир Ахмет перебрался к Касыму, который после битвы у Бейшехира ушёл с отрядом в Силифке. Оттуда он попытался организовать ещё один поход против османов, но Гедик Ахмед-паша и в этот раз победил. Пир Ахмет опять сбежал к Узун-Хасану, который дал ему в качестве дирлика город Байбурт. Умер он в 1474/75 году. Есть версия, что это произошло в Тарсусе, однако известно, что в районе Байбурта в деревне Пирахмет находится тюрбе Пир Ахмета.

## Семья
У Пир Ахмеда была дочь Хилмие-хатун. Это известно из надписи на её могиле.

### На русском языке
- Босворт К.Э. Мусульманские династии. Справочник по хронологии и генеалогии / Пер. с англ. П.А.Грязневича. Ответственный редактор И.П.Петрушевский. — М.: Наука, 1971. Архивировано 29 октября 2017 года.
- Лэн-Пуль С. Мусульманские династии. Хронол. и генеал. табл. с ист. введ. / Перевод:	В.В Бартольд. — М.: Вост. лит, 2004. — 310 с. — ISBN 5020184462, 9785020184466.

### На других языках
- Mennen Kalesi. Архивировано 9 декабря 2017 года.

- Afyoncu E. Otlukbeli Savaşı : Islamansiklopedisi. — 2007. — Т. 34. — P. 4—6.
- Angiolello  G.M. A Short Narrative of the Life and Acts of King Ussun Cassano (англ.) / Charles Grey. — London, 1873. — P. 73—138. — 229 p. — (Hakluyt Society, First Series. A narrative of Italian travels in Persia, in the fifteenth and sixteen centuries).
- Zeno K. Travels in Persia, by Caterino Zeno (англ.) / Charles Grey. — London, 1873. — P. 1—66. — 229 p. — (Hakluyt Society, First Series. A narrative of Italian travels in Persia, in the fifteenth and sixteen centuries).
- Alderson Anthony Dolphin. The Structure of the Ottoman Dynasty (англ.). — Oxford: Clarendon Press, 1956. — 186 p.
- Emecen F. Anatolian emirates (THE KARAMANIDS) // Encyclopedia of the Ottoman Empire :  [англ.] / Ágoston G., Bruce A. M.. — 2009. — P. 40. — ISSN 0-8160-6259-5.

- Hammer-Purgstall J., Hellert J.-J. Histoire de l'Empire ottoman, depuis son origine jusqu'à nos jours (фр.). — Paris: Bellizard Barthès, Dufour & Lowell, 1836. — Vol. 3. — 439 p.

- Kramers J.H. Karaman-Oghullari / In Houtsma, Martijn Theodoor. — Leiden: BRILL, 1927. — Vol. II. — С. 748—752. — (E.J. Brill's first encyclopaedia of Islam, 1913–1936).
- Özkan H. GÜMÜŞHANE’DE OSMANLI DÖNEMİ TÜRBELERİ (The Ottoman Period Tombs In Gümüşhane ) (тур.) : A.Ü. Türkiyat Araştırmaları Enstitüsü Dergisi. — 2009. — C. 41. — P. 145—171. Архивировано 9 декабря 2017 года.
- Sumer F. Karaman-Oghullari (англ.). — Leiden: BRILL, 1997. — Vol. IV. — С. 619—625. — (Encyclopaedia of Islam, New Edition).
- Sumer F. Karamanogullari (тур.) // Islamansiklopedisi. — 1995. — Num. 24. — P. 454—460.